# Vom Nimbus der Ferne
Vom Nimbus der Ferne: Leben und Meinungen eines deutschen Auswanderers auf Haiti ist ein Dokumentarfilm des deutschen Regisseurs Percy Adlon aus dem Jahr 1974.

## Inhalt
Seit 1952 lebt der gebürtige Deutsche Erhard Eberwein aus Sachsen auf der Karibikinsel Haiti. Nach seiner Auswanderung hat er noch einmal geheiratet und zusammen mit seiner Frau Kinder bekommen. Allerdings denke und fühle er immer noch deutsch, sagt er. Der Selfmademan stellt Leuchtreklamen her und gibt zwei einheimischen Helfern Arbeit. Davon wurde er nicht reich, doch lebt er in gesicherten finanziellen Verhältnissen. Adlon nutzt das Porträt des Abenteurers und Hallodris, um sich mit der sozialen Situation auf Haiti auseinanderzusetzen.
Adlon zeigt die bittere Armut der allermeisten Haitianer, deren Chancenlosigkeit auf einer mangelnden oder gar nicht vorhandenen Schulbildung gründet. Zum Zeitpunkt der Entstehung des Films herrschte auf der Insel immer noch die Diktatur der Familie Duvalier: Jean-Claude Duvalier, auch „Baby Doc“ genannt, übernahm 1971 die Macht von seinem Vater François Duvalier, dem gefürchteten „Papa Doc“. Durch die jahrzehntelange Despotie, Korruption, Vetternwirtschaft und Kleptokratie wurde das Land völlig ausgeblutet und die Bevölkerung verarmte. Wegen der desolaten Lage verließ ein Großteil der einheimischen Intelligenz die Insel auf der Suche nach einem besseren Leben. Das Land erlebte eine Talentflucht, von der es sich bis heute nicht erholt hat.